# Nazmi Rrahmani
Nazmi Rrahmani (ur. 1941 w Ballofcu) – jugosłowiański i kosowski pisarz oraz dziennikarz.

## Życiorys
Uczył się w Podujevie i w Prisztinie, gdzie ukończył studia albanistyczne. Pracował jako dziennikarz dla Radio Televizioni i Prishtinës i dla czasopisma Rilindja, następnie był redaktorem czasopisma Jeta e Re. Został dyrektorem wydawnictwa Rilindja.

## Twórczość[1]
- Malësorja (1965)
- Tymi i votrës së fikur (1969)
- Toka e përgjakur (1973)
- Pas vdekjes (1975)
- Rruga e shtëpisë sime (1978)